# Doddsia
Doddsia is een geslacht van steenvliegen uit de familie vroege steenvliegen (Taeniopterygidae). De wetenschappelijke naam van het geslacht is voor het eerst geldig gepubliceerd in 1925 door Needham & Claassen.

## Soorten
Doddsia omvat de volgende soorten:
- Doddsia occidentalis (Banks, 1900)